# Chiesa di San Giacomo (Capodistria)
La chiesa di San Giacomo (Cerkev sv. Jakoba in sloveno) è un edificio di culto cattolico situato in piazza Martinc, nel centro storico della cittadina slovena di Capodistria.

## Storia e descrizione
La chiesa di San Giacomo fu costruita nel XIV secolo. L'edificio presenta una facciata a capanna semplice, senza finestre, sormontata da un piccolo campanile che spicca per la diversità di stile con il resto dell'edificio. Altro elemento della chiesa che si distacca è il grande portale. L'interno, a navata unica, è in stile barocco.